# 中林仁良
中林 仁良（なかばやし ひとよし、1919年（大正8年）6月25日 - 2007年（平成19年）7月15日）は、日本の実業家、軍人。
百貨店「丸物」社長、京都近鉄百貨店会長・取締役 相談役、旧 近鉄百貨店取締役 相談役などを歴任した。父は丸物（京都物産館）創業者の中林仁一郎。

## 経歴

### 生い立ち

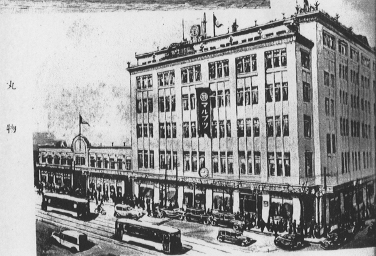
1932年ごろの丸物本店。仁良が幼少のころは写真左半分の旧館しかなく、右半分は空き地だった。

1919年（大正8年）6月25日、中林仁一郎の長男として生まれる。父・仁一郎は弟（仁良の叔父）・谷政二郎と東本願寺から現在の京都ヨドバシ東南隅に当たる場所を借り、仁良が生まれた翌年に京都物産館を創業したが、中林一家はその隣の家に住んでいた。仁良は京都物産館の北側にあった空き地を突っ切って幼稚園へ通った。
慶應義塾大学経済学部に入学して大学時代は東京で過ごしたが、この頃麴町に丸物の東京出張所があったという。

### 陸軍時代
慶應義塾大学卒業後、陸軍経理学校を卒業して大日本帝国陸軍の軍人となったが、第二次世界大戦後はシベリアで抑留された。このことを「忌まわしい記憶」としているが、1950年（昭和25年）1月に復員できた。
これ以降、父が1941年（昭和16年）、村野藤吾に設計させた「比燕荘」（京都市東山区）に生涯住み続けることになる。

### 丸物入社後
帰国後、はじめて丸物の経営に携わった。さっそく1950年4月の株主総会で取締役に就いたが、仁一郎は病気のため仕事ができず、代役を務めた当時の常務はかなり苦心していた。この反省で商法の知識をよく学び、後年近鉄グループからやってきた橋本達吉（後述）に法学部出身だと勘違いされるまでになる。
当時、丸物は出店して3年ばかりの舞鶴支店の閉鎖などがあったが、順調に多店舗展開を行い、民衆駅として建設された池袋駅に東京丸物を出店するまでに至った。しかし、1960年（昭和35年）3月24日、京都府立医科大学附属病院に入院していた父・中林仁一郎が亡くなり、リーダーを失った。

### 社長就任後
同年4月の取締役会で社長に就任し、叔父で会長の谷政二郎（松菱創業者、津松菱経営者）と丸物の経営を行った。1962年（昭和37年）には伊藤忠商事からの要請を受けて業務提携した。しかし、伊藤忠と共同出資で大阪市東淀川区（淡路駅付近）や大阪府羽曳野市に開業したスーパーマーケット「マックストア」も軌道に乗らず全店舗閉鎖となり、新宿丸物（新宿三丁目、現・伊勢丹新宿店 メンズ館付近）も閉店・会社清算に追い込まれている。
そんな中、近畿日本鉄道（現在の近鉄グループホールディングス）は直営の阿倍野店・上本町店や傍系の四日市近鉄百貨店（当時）以外に百貨店が無かったので、丸物に提携を申し入れた。伊藤忠商事が提携を打ち切る意向だったのでこれを受け入れた。まもなく、「広島から京都高等工芸（現在の京都工芸繊維大学）に入学し、帰郷の際は丸物で土産を買って帰った」という橋本達吉が近鉄百貨店から送り込まれて営業本部長になり、2年後に本店長となった。
その後は業績が低迷していた東京丸物や新館を建築する余裕がなかった豊橋丸物を堤清二らの西武百貨店と資本・業務提携を経て売却し、一度は移転した八幡丸物も撤退するなど事業の整理を進める一方、近鉄百貨店と同様に三越との業務提携に踏み切るなど、橋本と共に近鉄グループの一員として丸物の再構築を図った。

### 社名変更の決断
1976年（昭和51年）に四条河原町阪急が開業するなど時世が変化していた。これに対して、近鉄流通グループとしてのスケールメリットを図るべく、父が創業した丸物の社名を京都近鉄百貨店（きょうときんてつひゃっかてん）に改称することを決断し、1977年（昭和52年）5月27日付けで実行した。橋本達吉や後年に社長となった髙田多喜男のほか、同業他社からも偉大な決断だとして、非常に高く評価されている。
これと同時に橋本達吉に社長を譲り、自身は京都近鉄百貨店の会長職と近鉄百貨店の取締役に就任した。以降、現在の近鉄百貨店社長に至るまで、基本的に2期4年ごとに社長は交代するようになった。
1981年からは京都近鉄百貨店でも取締役相談役に退く。1983年（昭和58年）5月には藍綬褒章の授与を受けている。

### 晩年

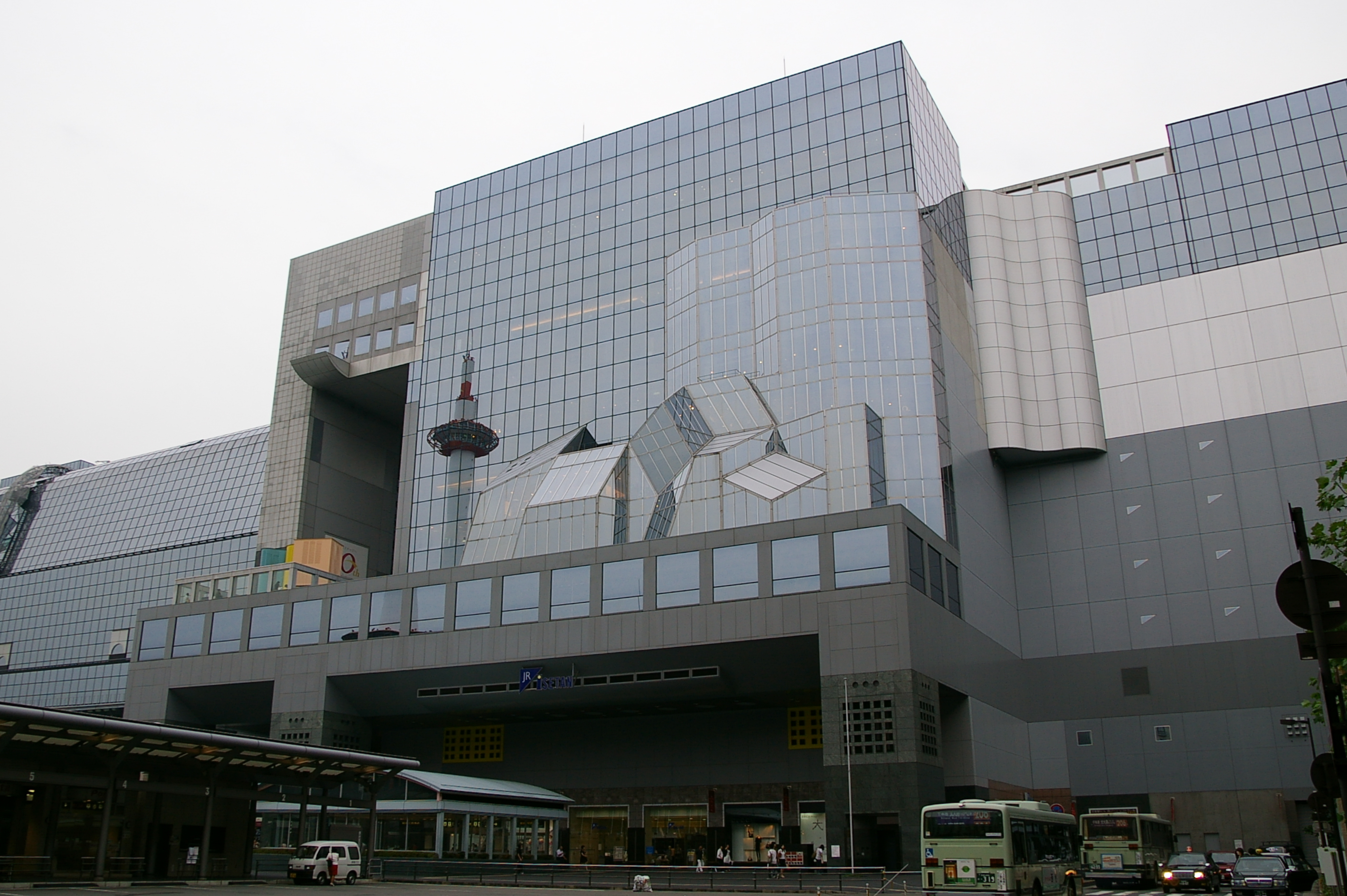
ジェイアール京都伊勢丹

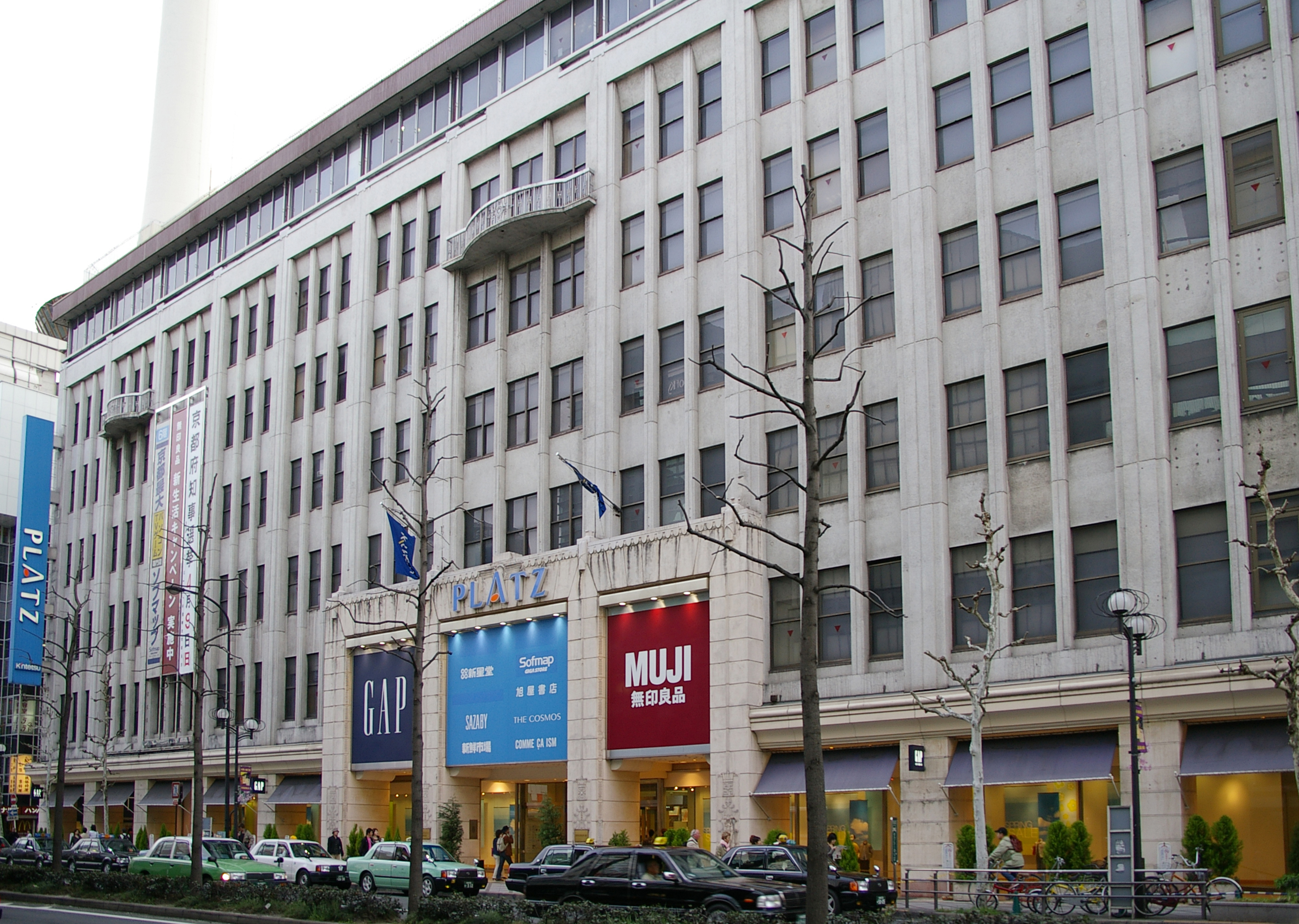
「プラッツ近鉄」

京都近鉄百貨店京都店は京都駅ビルへの進出を検討したが実現しなかった。代わりに現在地での増床を行ったものの、同ビルへジェイアール京都伊勢丹開業後は業績不振となり、岐阜店の閉鎖、早期退職の募集などリストラを繰り返した。債務超過解消と上場を維持するため、2001年（平成13年）に近鉄百貨店との合併に至った。しかし、新会社の運営になった近鉄百貨店京都店も2000年に行った複合商業施設「プラッツ近鉄（プラッツ近鉄京都）」への業態転換が不発で、2007年に閉鎖に追い込まれている。
いっぽう、仁良は2001年5月の株主総会で近鉄百貨店の取締役を降りて、1950年から51年間の役員生活を終え、近鉄百貨店とは相談役や大株主としての関係となった。しかし、近鉄百貨店京都店が閉店して5か月後の2007年7月15日に88歳で亡くなった。墓所は父親と同じ左京区・岡崎の黒谷（金戒光明寺）。
長く住んだ「比燕荘」も2010年（平成22年）2月ごろに取り壊され、跡地は京都女子大学の敷地となっている。
また、株式の名義書き換えがあって、近鉄百貨店は中林資本ではなくなった。また、弟やその息子が経営に関与した丸栄も興和の完全子会社を経て2018年に閉店したため、外商や不動産事業を行うのみの企業となっている。ただし、親族の谷政憲（いとこの息子＝従甥）が営む津松菱のほか、京都近鉄百貨店が出店にあたった草津近鉄百貨店は近鉄百貨店草津店として営業を続けている。

## 家族・親族

### 中林家
（京都府京都市、東京都豊島区、愛知県名古屋市）
- 祖父・捨治郎
- 父・仁一郎 - 京都物産館（丸物）創業者。
- 母・きく子
- 弟・雅夫 - 愛知県名古屋市千種区在住[7]。丸栄社長・会長を務めた。妻は興和会長・三輪常次郎の次女。
  - 久高（次男）も丸栄常務などを務め、現在も関連会社の役員を務める。
- 弟・孝直 - 東京都豊島区在住[7]。東京丸物（のちのパルコ）社長などを務めた。
- 子供
  - 娘が3名いる[8]。

### 谷家
- 叔父・谷 政二郎
  - 養子縁組で谷家を継いだ。兄とともに京都物産館を設立したのち、四条河原町[注 5]に松菱呉服店を開こうとしたが断念。代わりに浜松の将来性に着目して同市で百貨店「松菱」を創業した[9]。また、甲府市に甲府松菱をオープンした。「松菱」は「遠鉄百貨店」などとの競争に負けて倒産し、甲府松菱も山交百貨店を経て閉店したが、大門百貨店を引き継ぐ形で出資した「津松菱」は存続している。
- 従甥・谷 政憲（政二郎の孫）
  - 1987年（昭和62年）同志社大学経済学部卒業、翌年に津松菱入社。外商や管理部門を経験後、2003年には経営不振の責任をとって取締役を辞任した。しかし、中山正勝（元・博多大丸常務、津松菱退職後・博多阪急顧問）の要請で部長として残った。黒字化したこともあり、2019年9月1日、創業家として久々に同社の社長に就任した[10]。